# Matt Riddle
Matthew Fredrick Riddle (ur. 14 stycznia 1986) – amerykański wrestler i były zawodnik MMA. Najbardziej znany jest ze swojej pracy w WWE od 2018 do 2023 roku.

## Kariera

### WWE

#### Wczesne lata w NXT (2018–2020)
31 lipca 2018 roku Uproxx poinformowało, że Riddle podpisał kontrakt z WWE. 18 sierpnia Riddle pojawił się na NXT TakeOver: Brooklyn 4 i był zidentyfikowany przez komentatorów wydarzenia jako najnowszy zawodnik WWE.
Debiut Riddle’a w NXT miał miejsce 31 października, kiedy z powodzeniem pokonał Luke’a Menziesa. 17 listopada 2018 podczas NXT TakeOver: WarGames II, Kassius Ohno przerwał wywiad z Riddle’em. Kiedy gala się rozpoczęła, Riddle wyzwał Ohno na pojedynek i pokonał go w 6 sekund, wygrywając najkrótszą walkę w historii NXT. Riddle i Ohno mieli rewanż na NXT TakeOver: Phoenix, gdzie Riddle zmusił Ohno do poddania się serią uderzeń łokciem w głowę. W 2019 roku WWE Network opublikował dokument o swojej karierze wrestlerskiej zatytułowany „Arrival: Matt Riddle”.
Przez cały marzec Riddle rozpoczynał feud z NXT North American Championem, Velveteenem Dreamem. 5 kwietnia podczas NXT TakeOver: New York, Riddle rzucił wyzwanie Dreamowi o NXT North American Championship, ale przegrał, kończąc swoją niepokonaną passę w NXT. W lipcu Riddle rozpoczął feud z powracającym Killianem Dainem. 7 sierpnia w odcinku NXT Riddle miał zmierzyć się z Dainem, ale nigdy do tego nie doszło, ponieważ walczyli przed walką. Obaj mieli brawl na NXT TakeOver: Toronto i ostatecznie zmierzyli się ze sobą 21 sierpnia w odcinku NXT, w którym zwyciężył Dain, ale Riddle zaatakował Daina po walce. Na premierowym odcinku NXT w USA Network 18 września Riddle walczył z Dainem w Street Fightcie, ale zakończyła się no contestem. Tydzień później, 25 września na odcinku NXT, Riddle ponownie walczył z Dainem w Street Fightcie, a ten zwycięzca zostałby pretendentem nr 1 do NXT Championship, w której Riddle wygrał przez poddanie. 2 października na odcinku NXT Riddle bezskutecznie rzucił wyzwanie mistrzowi NXT Adamowi Cole’owi.
1 listopada w odcinku SmackDown, Riddle i Keith Lee byli jednymi z wielu wrestlerów NXT, którzy zaatakowali brand, konfrontując się i ostatecznie atakując Samiego Zayna. Później tej nocy, Riddle dołączył do Triple H’a i reszty składu NXT, gdy wypowiedzieli wojnę zarówno Raw i SmackDown i obiecał wygrać wojnę brandów na Survivor Series. W listopadzie Riddle rozpoczął feud z Finnem Bálorem. 13 listopada na odcinku NXT Finn Bálor obraził skład NXT jako „wszyscy chłopcy, którzy nie mogą znieść bicia”, szczególnie wspominając Johnny’ego Gargano i Matta Riddle’a. Riddle zaatakował Bálora, który się wycofał. Riddle był pierwotnie częścią Team Ciampa na NXT Takeover: WarGames, ale 13 listopada Riddle został usunięty z Team Ciampa, ponieważ Riddle miał walkę z Bálorem na WarGames; na gali Riddle przegrał z Bálorem. Następnej nocy na Survivor Series, Riddle był częścią Team NXT, przegrywając z Team SmackDown, również z udziałem Team Raw, podczas walki Riddle wyeliminował Randy’ego Ortona ruchem roll-up, zanim Orton wykonał na nim RKO, co spowodowało, że został wyeliminowany przez Kinga Corbina. Riddle brał udział w Royal Rumble matchu na imienniku pay-per-view i wszedł z nr 23, ale został wyeliminowany przez Corbina w 41 sekund.

#### Panowania z tytułami (2020-2021)
10 stycznia 2020 roku na odcinku NXT ogłoszono uczestników turnieju Dusty Rhodes Tag Team Classic 2020 w którym Riddle i Pete Dunne byli ogłoszeni jako niespodziewani uczestnicy; później przyjęli nazwę tag teamu The BroserWeights, od pseudonimu „Original Brat” Riddle’a i pseudonimu Dunne’a „Bruiserweight”. Razem pokonali Marka Andrewsa i Flasha Morgana Webstera w pierwszej rundzie 15 stycznia Fabiana Aichnera i Marcela Barthela z Imperium w półfinale 22 stycznia oraz Grizzled Young Veterans (Jamesa Drake’a i Zacka Gibsona) w finale 29 stycznia aby wygrać turniej i zdobyć walkę z Bobbym Fishem i Kyle’em O’Reillym z The Undisputed Era o NXT Tag Team Championship w NXT TakeOver: Portland. Podczas gali 16 lutego Riddle i Dunne pokonali Fisha i O’Reilly’ego, aby zdobyć tytuły, co oznacza pierwszy zdobyty tytuł przez Riddle’a w WWE. Kiedy Dunne nie mógł podróżować do Stanów Zjednoczonych z powodu pandemii COVID-19, wybrał Timothy’ego Thatchera na swojego zastępcę dla partnera Riddle’a. Riddle i Thatcher stracili tytuły przeciwko Imperium (Fabian Aichner i Marcel Barthel) 13 maja na odcinku NXT po tym, jak Thatcher odeszł z walki. 27 maja na odcinku NXT Riddle i Thatcher walczyli w Fight Pit matchu, z WWE Hall of Famerem, Kurtem Anglem jako sędzią specjalnym, gdzie Riddle przegrał z Thatcherem poprzez techniczne poddanie. Okazało się, że to ostatnia walka Riddle’a w NXT.
29 maja 2020 roku Kurt Angle ogłosił, że Riddle przejdzie do brandu SmackDown. 19 czerwca w odcinku SmackDown Riddle zadebiutował w głównym rosterze, w którym przerwał Intercontinental Championowi AJ Stylesowi przed pokonaniem Stylesa w non-title matchu. Riddle otrzymał szansę na zdobycie tytułu na odcinku Smackdown 17 lipca, w którym przegrał z Stylesem. Po walce został zaatakowany przez Kinga Corbina. Doprowadziło to do walki na Payback, gdzie Riddle pokonał Corbina. Przegrał z Corbinem w odcinku Smackdown z 25 września, kończąc ich feud. W ramach Draftu 2020 Riddle został przeniesiony do brandu Raw. 29 października jego ring name został skrócony do Riddle z nieznanych powodów. Riddle uczestniczył w Team Rawpodczas męskiego traditional elimination tag team matchu na Survivor Series, gdzie przypiął Corbina.
W grudniu Riddle rozpoczął feud z mistrzem Stanów Zjednoczonych Bobbym Lashleyem. Na odcinku Raw Riddle pokonał Lashleya w non-title matchu i zdobędzie walkę o tytuł w następnym tygodniu, ale nie udało mu się zdobyć tytułu. Na odcinku 25 stycznia Riddle pokonał Cedrica Alexandera, MVP i Sheltona Benjamina w gauntlet matchu, aby zdobyć kolejną walkę o tytuł z Lashleyem. Na Royal Rumble Riddle wszedł z nr 16 i pomógł wyeliminować Lashleya, zanim został wyeliminowany przez Setha. Riddle otrzymał swoją walkę o tytuł następnej nocy na Raw, gdzie pokonał Lashleya przez dyskwalifikację, ale nie zdobył mistrzostwa.
21 lutego Riddle pokonał Bobby’ego Lashleya i Johna Morrisona w Triple Threat matchu na Pay-Per-View Elimination Chamber, aby zdobyć WWE United States Championship, jego pierwszy tytuł w głównym rosterze i jego pierwszy tytuł singlowy w WWE. Stracił tytuł na przez Sheamusa na drugiej nocy WrestleManii 37, kończąc swoje panowanie po 49 dniach.

#### RK-Bro
W odcinku Raw z 19 kwietnia Riddle przerwał wywiad za kulisami Randy’emu Ortonowi, w którym Riddle zasugerował aby stworzyli tag team, a Orton odrzucił ten pomysł. Później w nocy między Ortonem a Riddlem doszło do walki, w której Riddle wygrał przez roll-up. W następnym tygodniu na Raw Orton był za kulisami z Riddlem, kiedy zasugerował, aby zespół otrzymał próbę. Później nowo oznaczony tag team RK-Bro pokonał Cedrica Alexandera i Sheltona Benjamina.
Na SummerSlam RK-Bro pokonała AJ Stylesa i Omosa, aby wygrać swoje pierwsze WWE Raw Tag Team Championship, zarówno indywidualnie, jak i jako drużyna. Na Crown Jewel RK-Bro obronił tytuły przeciwko Stylesowi i Omosowi.
10 stycznia 2022 roku na Raw, RK-Bro stracił tytuły z Alpha Academy (Chad Gable i Otis), kończąc swoje panowanie po 142 dniach. Riddle uczestniczył w Royal Rumble matchu na Royal Rumble (2022), zanim został wyeliminowany przez ostatecznego zwycięzcę Brocka Lesnara. Później Riddle rywalizował o WWE Championship w Elimination Chamber matchu na Elimination Chamber, gdzie ponownie został wyeliminowany przez Brocka Lesnara, który wygrał walkę. W odcinku Raw z 7 marca RK-Bro wygrał swoje drugie mistrzostwo Raw Tag Team po pokonaniu Alpha Academy i zespołu Kevina Owensa i Setha „Freakin” Rollinsa Triple Threat Tag Team matchu i obronili tytuły na WrestleManii 38 w kolejnym Triple Threat Tag Team matchu przeciwko Alpha Academy i The Street Profits (Angelo Dawkinsa i Monteza Forda). Dwa tygodnie po WrestleManii, Smackdown Tag Team Champions The Usos pojawili się na Raw, rzucając wyzwanie RK-Bro do tag team unification matchu na WrestleMania Backlash z akceptowaniem RK-Bro. Walka na gali została jednak zmieniona na Six-man Tag Team match, w którym Bloodline (Roman Reigns i Usos) pokonali RK-Bro i Drew McIntyre’a po tym, jak Reigns przypiął Riddle’a. Unification match między RK-Bro a Usos został później zaplanowany na odcinek SmackDown, gdzie RK-Bro straciło tytuły na przez Usos, kończąc swoje drugie panowanie po 74 dniach. Po tym, jak Orton doznał kontuzji pleców, Riddle kontynuował feud z The Bloodline, łącząc się ze wspólnym wrogiem Bloodline Shinsuke Nakamurą, aby bezskutecznie rzucić wyzwanie Usos na Undisputed WWE Tag Team Championship 3 czerwca na odcinku SmackDown po odwróceniu uwagi przez Samiego Zayna. Z zwycięstwem nad Zaynem w następnym tygodniu Riddle zdobył walkę z Reignsem o Undisputed WWE Universal Championship. W odcinku Smackdown z 17 czerwca Riddle przegrał walkę z Reignsem.